# 分散推進

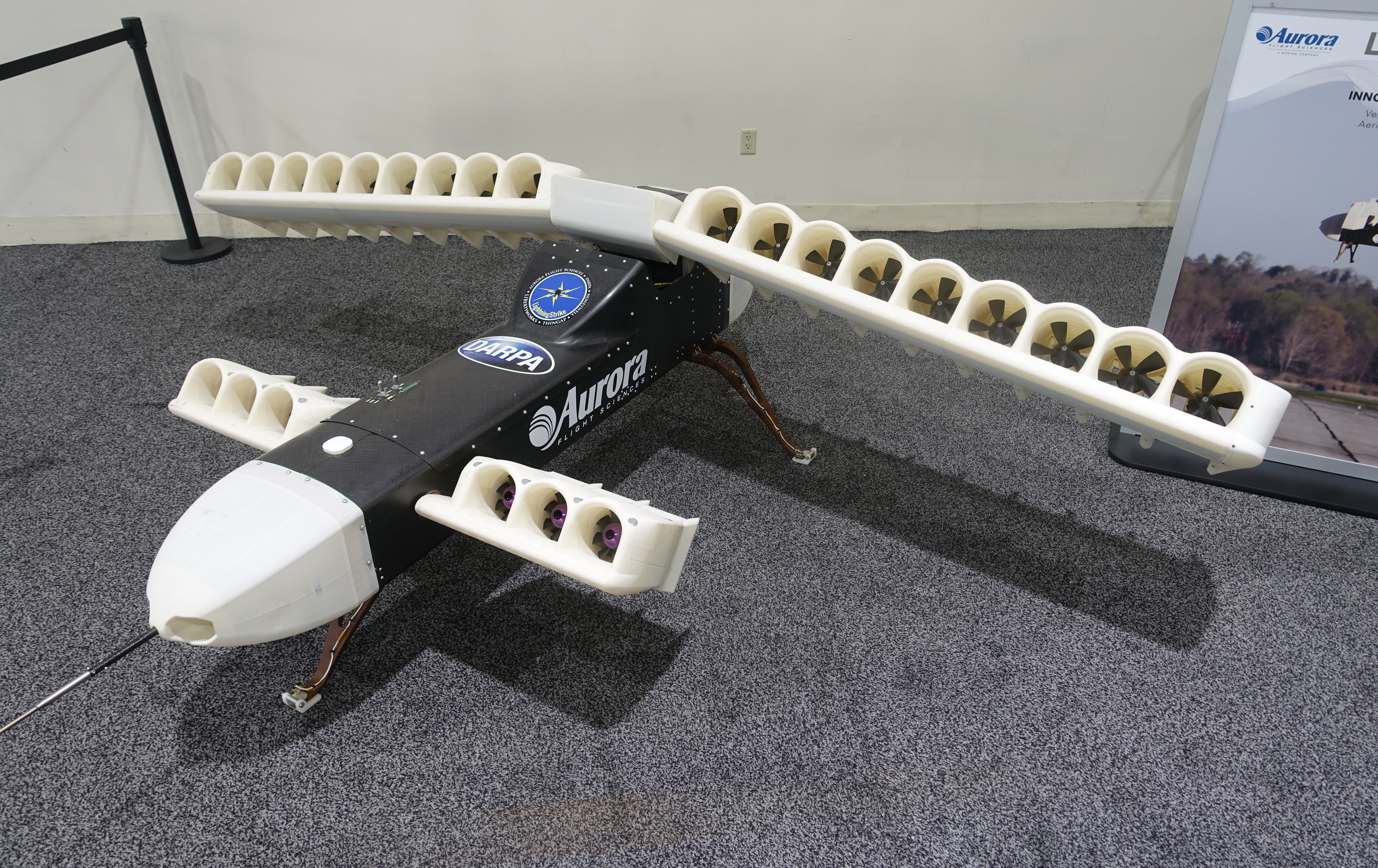
電気分散推進を備えたライトニングストライク無人航空機

分散推進または分散推進力（英語: Distributed propulsion（DP））は、固定翼航空機用の動力飛行推進システムの一種、エンジンが機体の周りに分散されている。その目標は、燃料効率、排出量、騒音、着陸場の長さ、およびハンドリング性能の性能を向上させることである。DPは通常、翼に沿って部分的または完全に埋め込まれた複数の小型エンジンまたはファンをスパン方向に分散させることによって実現する。あるいは、翼の後縁全体に沿って排気ガスをダクトで送ることを伴う場合もある。

## 定義

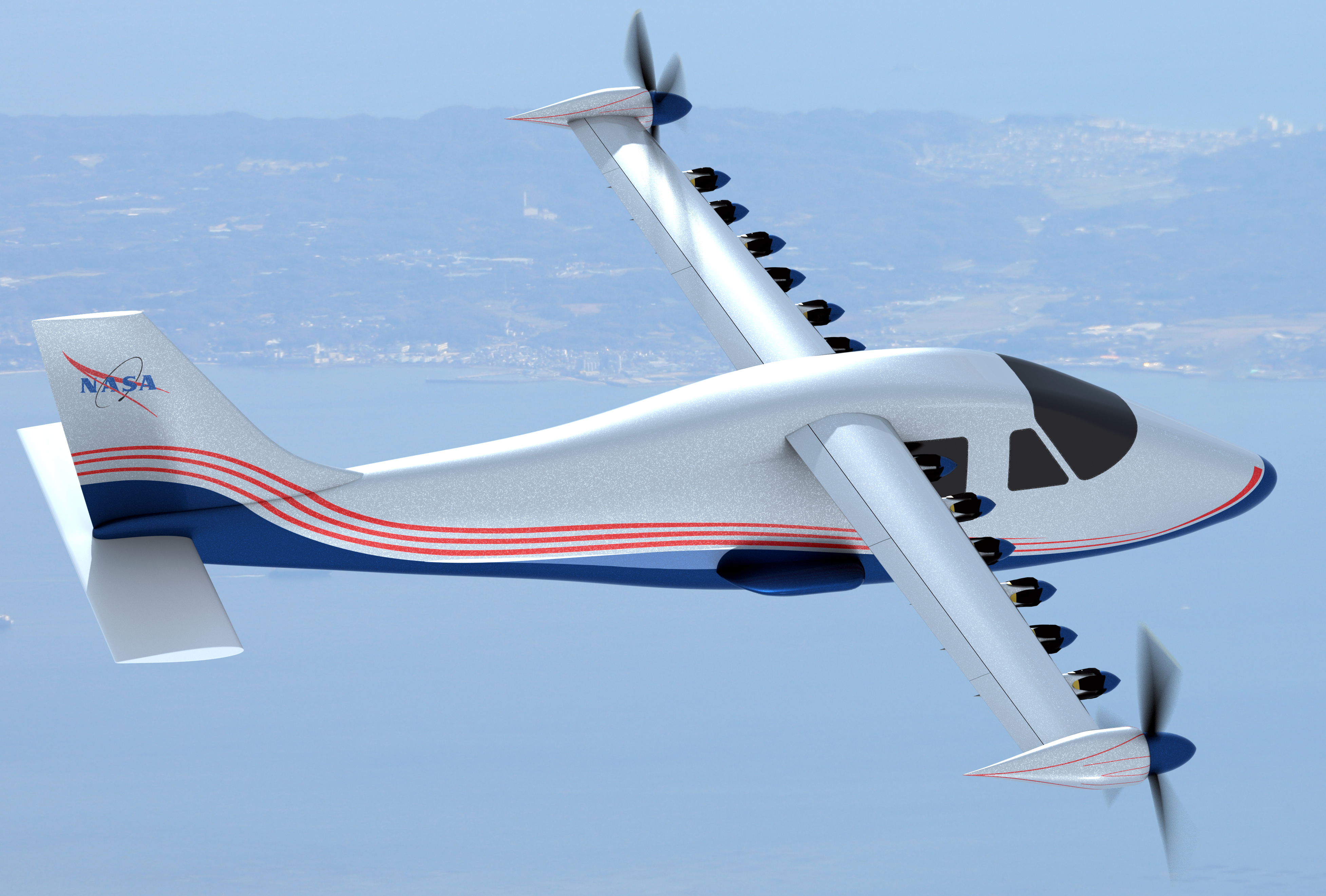
電動プロペラを備えた分散型電気推進（DEP）翼のX-57

分散推進は、3つ以上の小さな推進ユニット（エンジン、推進力、スラスターなど）を使用するか、排気ガスを3つ以上の場所にダクトで送ることにより、航空機の周囲に推力を拡散する。
複数推進ユニット戦略には、3つ以上の推進ユニットが含まれる。これらのユニットは、リーダーまたはフォロワー構成で配置され、それらは、5つの強度クラス（A〜E）と3つの推力重量比カテゴリ（I〜III）に分類される。それらは、翼/胴体または機体の内部/上/周囲または横に配置することができる。

### 分散ファン
リーダーの配置では、推進ユニットを使用して推力を直接生成する。つまり、分散エンジンで、フォロアー構成は、単一のエンジンによって動力を供給される複数のファンなどの二次推進ユニットを使用する。最後のケースでは、ファンとエンジンの間の動力伝達は、高温ガス、機械式ギア、または電力線をダクトでつなぐことによってリンクすることができる。
Pixhawkなどの最新のフライトコントローラーはすべて、ドローンの分散推進に標準的な方程式を使用している。

### 強度クラス
強度クラスは、使用する推進ユニットの数に応じて設計をグループ化。
| 分散推進強度クラス | NS | NS  | NS   | NS    | E    |
| ------------------ | -- | --- | ---- | ----- | ---- |
| 推進力ユニットの数 | 3  | 4-6 | 7-10 | 11-20 | > 20 |

### 推力重量比
分散推進の場合、この比率は、航空機の残りの重量を減らす戦略の可能性を考慮して、推進単位の重量だけで割るのではなく、生成された航空機の総推力を最大離陸重量（MTOW）で割ったものとして定義できる。
| 推力重量比強度クラス   | I     | II         | III    |
| ---------------------- | ----- | ---------- | ------ |
| MTOWに基づく推力重量比 | <0.10 | 0.10〜0.15 | > 0.15 |

## 分散型電気推進
分散型電気推進（英語: Distributed electric propulsion (DEP) ）は、電気モーターによって駆動される複数の小型ファンまたはプロペラで構成される。通常、個々のスラスターは、独自の比較的小型で軽量な電気モーターによって直接駆動され、電力は任意の適切な供給源によって供給される。
軽量で高アスペクト比の太陽電池式飛行機の分散推進の利点は、1983年に開始されたHALSOL/Pathfinder/Heliosプロジェクト、および2012年頃から飛行したミシガン大学X-HALEで実証されている。スパンに沿って電気モーターを分配することで、飛行中の機体がどのように曲がるかを制御でき、構造を従来の剛性の同等物よりもはるかに軽量にすることができた。